# EMC Corporation
Die EMC Corporation war ein US-amerikanischer Hersteller von Hardware und Software mit Unternehmenssitz in Hopkinton, Massachusetts. EMC betrieb Niederlassungen in über 60 Ländern, wie beispielsweise Großbritannien, Deutschland, Frankreich oder Ägypten. EMC war spezialisiert auf Speichersysteme für Betreiber von großen Rechenzentren im Enterprise-Bereich, Software zum Dokumenten- und Content-Management (insbesondere die Documentum-Produktpalette) und Backup-Lösungen wie Avamar oder DataDomain. Weitere wichtige Themen waren Virtualisierung, Informationssicherheit und Big Data. Ein Produkt der EMC, die Symmetrix VMAX, bildete in großen Datenzentren die Grundlage von Storage Area Networks. Die Produktreihe CLARiiON stieß 1999 mit der Übernahme von Data General zu EMC. Documentum ist laut Gartner Group ein führendes Enterprise-Content-Management-System.
Am 12. Oktober 2015 gab Dell bekannt, EMC für 67 Milliarden US-Dollar zu übernehmen. Im September 2016 wurde diese Fusion umgesetzt. Seitdem firmiert Dell unter dem Namen Dell Technologies, Server-Produkte werden unter dem Namen Dell-EMC vertrieben und Client-Produkte weiterhin unter dem Namen Dell.

## Unternehmensgeschichte

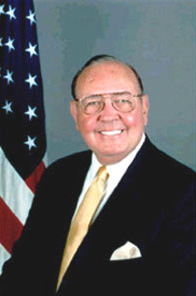
Richard Egan (2001), Mitbegründer von EMC

EMC hat sich im Laufe der letzten knapp 30 Jahre vom reinen Speicherhersteller zu einem Anbieter von Lösungen rund um die Informationsinfrastruktur entwickelt. Ins Leben gerufen wurde EMC im August 1979 von Richard Egan, der vorher bei Intel gearbeitet hatte, und seinem College-Freund Roger Marino in Newton, Massachusetts. Sie begannen mit dem Vertrieb von Computermöbeln, bevor sie erfolgreich Speichertechnologie entwickelten und innerhalb weniger Jahre zu einem der wirtschaftlich erfolgreichsten Unternehmen der USA aufstiegen. Das Flaggschiff der EMC, die Symmetrix, wurde erstmals 1990 präsentiert.
Joseph M. Tucci leitet als Chairman und Chief Executive Officer seit 2001 das Unternehmen. Der amerikanischen Fachzeitschrift eWeek zufolge nahm 2008 Tucci Platz 7 auf der Rangliste der einflussreichsten Persönlichkeiten in der IT-Branche ein. Unter Tuccis Führung hat EMC das Leistungsportfolio durch Investitionen in Forschung und Entwicklung ebenso wie durch strategische Akquisitionen von Unternehmen wie Documentum, VMware, RSA Security, Iomega und Mozy systematisch in allen Bereichen der Informationsinfrastruktur ausgebaut. EMC wurde 2012 vom Fortune-Magazin mit Platz 2 der "World’s Most Admired Computer Companies" ausgezeichnet. Microsoft zeichnete im Juli 2012 EMC als "Search Partner of the Year" aus.
EMC war der größte auf Speichersysteme spezialisierte Hersteller weltweit, mit Konkurrenten wie IBM, NetApp, Hewlett-Packard und Hitachi Data Systems.
Am 12. Oktober 2015 kündigte Dell den Kauf des Unternehmens für 67 Milliarden US-Dollar an. Dies wurde als die größte Übernahme in der Technologiebranche gesehen. Im September 2016 wurde der Kauf vollzogen.

## Firma
Der Unternehmensname war ursprünglich ein aus den Anfangsbuchstaben der Nachnamen der Unternehmensgründer gebildetes Akronym für Egan-Marino-C... Corporation. Das "C" stammt von zwei ehemaligen Mitarbeitern namens Connelly und Curley, daher wird das "C" im Logo im Quadrat geschrieben, was passenderweise eine Parallele zu der Formel {\displaystyle E=mc^{2}} von Albert Einstein darstellt. Joe Tucci wies im Mai 2012 auf der hauseigenen Messe EMC World 2012 darauf hin, dass der vollständige Firmenname "EMC Corporation" lautet und das Quadrat nur im Logo genutzt wird.

## Produkte und Services
EMC bot ein breites Feld von Produkten aus den Bereichen Enterprise-Content-Management, Storage Area Network, Datensicherung, Datenwiederherstellung, Archivierung und Informationssicherheit an. Darüber hinaus wurde IT-Beratung, ein Kundendienst, Kundensupport und Trainings angeboten, sowie verschiedene EMC-spezifische Zertifikate (Dell EMC Proven Professional-Programm).

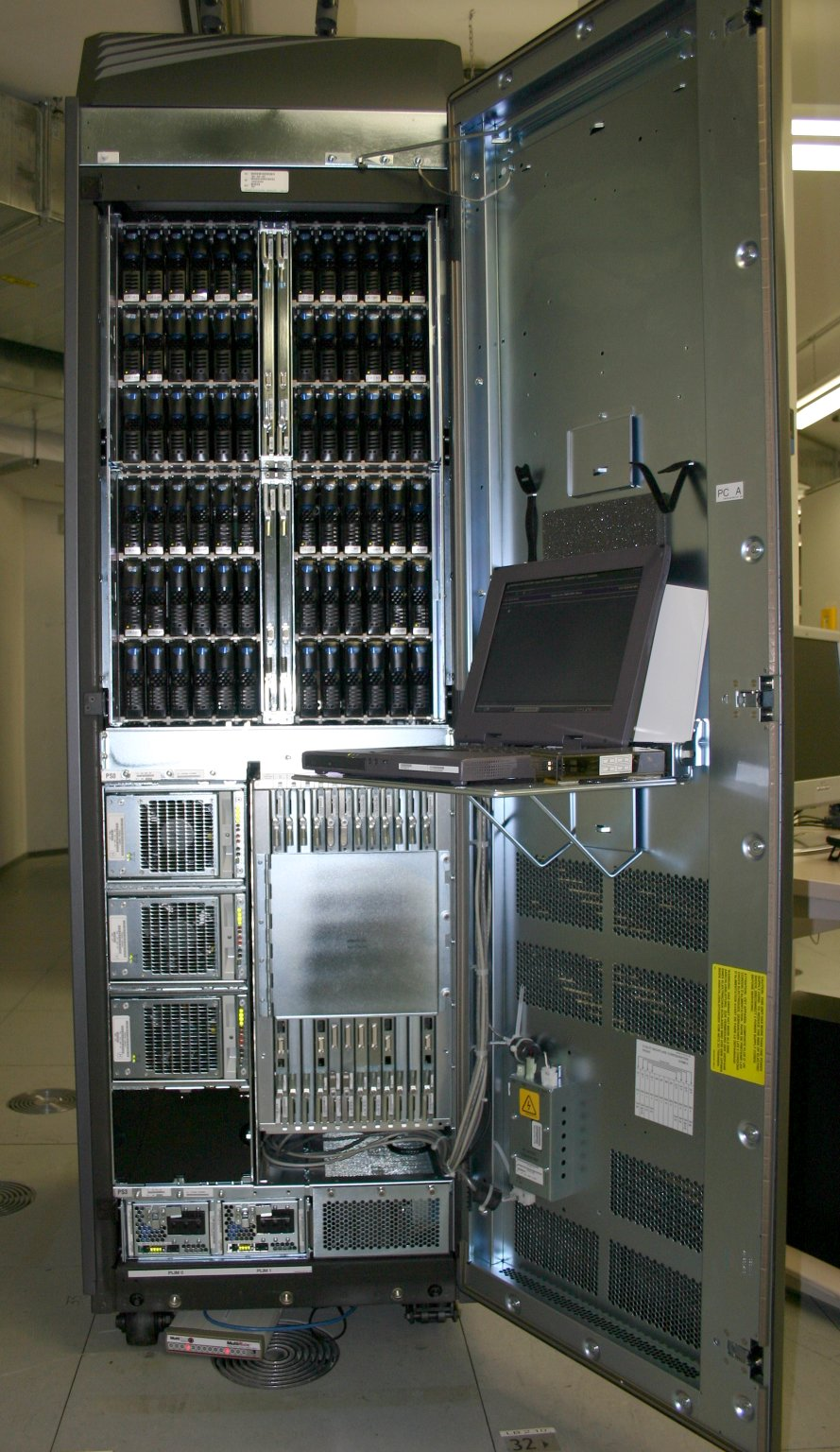
EMC Symmetrix DMX1000 Front (2006)

| Produktkategorie                                             | EMC Produkt                                                                                         |
| ------------------------------------------------------------ | --------------------------------------------------------------------------------------------------- |
| Speichersysteme                                              | Symmetrix VMAX, Symmetrix VMAXe, CLARiiON, Celerra, VNX, VNXe, Iomega, Isilon, Centera              |
| Virtualisierung                                              | VMware, VPLEX                                                                                       |
| Informationssicherheit                                       | RSA Security                                                                                        |
| Datensicherung, Datenwiederherstellung und Datenarchivierung | DataDomain, Avamar, DiskXtender, RecoverPoint, SRDF, NetWorker, Centera, SourceOne, Syncplicity     |
| Big Data, Data-Warehouse und Business Intelligence           | Greenplum                                                                                           |
| Enterprise-Content-Management und Daten-Governance           | Documentum, SourceOne, xDoc, Captiva                                                                |
| IT-Management                                                | Ionix, SMARTS, Pivotal Tracker                                                                      |
| Cloud-Computing                                              | Atmos, Vblock, Mozy, Spanning                                                                       |
| Service                                                      | IT-Beratung, Kundensupport, Education Services, Managed Services, Technology Services und Solutions |

## Akquisitionen
Die folgende Tabelle zeigt die größten Akquisitionen der EMC Corporation seit 1996 auf.
| Jahr      | Unternehmen |
| --------- | --- |
| 1996–2000 | - Speichersysteme: Data General |
| 2001–2005 | - IT-Service: Internosis - ECM & Governance: Documentum, Ask Once, Acartus, Captiva Software - IT-Management: Astrum, Smarts - Virtualisierung: VMware, Rainfinity, Acxiom - Datensicherung, -wiederherstellung und -archivierung: Legato, Dantz, Allocity |
| 2006–2010 | - Speichersysteme: Isilon Systems - IT-Service: Interlink, Geniant, Business Edge, Conchango - Informationssicherheit: RSA Security, Authentica, Network Intelligence, Valyd, Verid, Tablus, Archer - ECM & Governance: Pro Activity, X-Hive, Document Sciences, Kazeon - IT-Management: nLayers, Voyence, Infra Corporation, Configuresoft, FastScale - Virtualisierung: Akimbi, YottaYotta - Datensicherung, -wiederherstellung und -archivierung: Kashya, Avamar, Indigo Stone, Mozy, WysDM, Iomega, Data Domain - Cloud-Computing: Pi, SourceLabs - Data-Warehouse & Business Intelligence: Greenplum |
| 2011–2016 | - Speichersysteme: XtremIO - IT-Service: Pivotal Labs - Informationssicherheit: Silicium Security - Datensicherung, -wiederherstellung und -archivierung: Syncplicity |

## EMC Academic Alliance (EAA)
Die EMC Academic Alliance war ein Ausbildungsprogramm des Unternehmens EMC Corporation, welches kostenfrei Hochschulen, Schulen und sonstigen gemeinnützigen Institutionen weltweit angeboten wird. Das Academic-Alliance-Programm wurde 2006 in den USA gestartet und wird inzwischen weltweit an über 300 Institutionen umgesetzt. Die ersten Fachhochschulen in Deutschland, die dem Programm seit 2008 beigetreten sind, sind die Flensburger Fachhochschule, die Technische Hochschule Brandenburg und die Hochschule Darmstadt.
Aus Sicht von EMC ist das Ziel dieses Engagements, Wissenslücken zwischen Praxis und Lehre im Bereich Datenspeicherung und Informationsmanagement, sowie Cloud Infrastructure and Service, Datensicherung & Datenwiederherstellung und Big Data zu schließen und die Studenten so besser auf ihr späteres Berufsleben vorzubereiten. EMC legt großen Wert darauf, dass das Programm keine Produktkenntnisse, sondern Technologie-Kenntnisse vermitteln soll.
Das Programm umfasst derzeit vier Curricula:
- "Information Storage and Management"
- "Cloud Infrastructure and Services"
- "Backup and Recovery Architecture"
- "Data Science and Big Data Analytics"

## EMC Deutschland GmbH
In den 30 Jahren seit Unternehmensgründung in Deutschland wuchs EMC stetig. Die Vertriebsorganisation mit Hauptsitz in Schwalbach am Taunus und Geschäftsstellen in Berlin, Dresden, Hamburg, Hannover, Leonberg, München, Neuss und Nürnberg betreute mit mehr als 1200 Mitarbeitern ihre Kunden gemeinsam mit Partnern. Geschäftsführerin der EMC Deutschland GmbH war bis zum Jahresende 2015 Sabine Bendiek.
Am 1. Januar 2016 wurde Dinko Eror Geschäftsführer; er war vorher bei EMC für das Service-Geschäft in EMEA zuständig.
2015 wurde die EMC Deutschland GmbH erneut auf Platz vier der besten Arbeitgeber der ITK-Branche gewählt.

## Weltweite Präsenz
EMC beschäftigte im Jahr 2018 weltweit rund 70.000 Mitarbeiter, 40 Prozent davon außerhalb der USA. Mit bis zu 400 Vertriebsstellen und Partnern in mehr als 60 Ländern war das Unternehmen international präsent. Der Außendienst- und Kundendienst-Stab war der weltweit größte für Informations-Management. EMC arbeitete eng mit einem globalen Netzwerk aus den Bereichen Technik, Ausgliederung ("outsourcing"), Systemintegration, Kundendienst sowie mit Vertriebspartnern zusammen. Eine besondere Allianz stellte die VCE, die „Virtual Computing Environment Company“, dar, eine Joint Venture von EMC und Cisco Systems, an denen auch VMware und Intel beteiligt waren. VCE vertreibt das Produkt VBlock. EMC unterhält weitere Partnerschaften mit Unternehmen wie Accenture, Capgemini, Microsoft, Oracle oder SAP.
In Irland wurde EMC im Jahr 2010 von den Mitarbeitern auf Platz vier der "Best Places to Work" gewählt. Zusätzlich belegte EMC im Jahr 2010 den 33. Rang der 50 weltweit besten Arbeitsplätze bei einer Analyse von Glassdoor.com.